# Puchar Francji w piłce siatkowej mężczyzn (2024/2025)
Puchar Francji w piłce siatkowej mężczyzn 2024/2025 – 41. edycja rozgrywek o siatkarski Puchar Francji zorganizowana przez Francuski Związek Piłki Siatkowej (fr. Fédération française de volley, FFvolley). Rozpoczęła się 26 listopada 2024 roku.
W Pucharze Francji uczestniczyły drużyny z Marmara SpikeLigue i Ligue B oraz finaliści Pucharu Federalnego w sezonie 2023/2024. Rozgrywki składały się z 1. rundy, 1/8 finału, ćwierćfinałów, półfinałów oraz finału. We wszystkich rundach obowiązywał system pucharowy.
Finał odbył się 29 marca 2025 roku w hali Le Colisée w Chartres. Po raz drugi Puchar Francji zdobył klub Tourcoing LM, który w finale pokonał Montpellier HSC VB. Najlepszym zawodnikiem (MVP) finału został wybrany Amir Tizi-Oualou. Zdobywca Pucharu Francji uzyskał prawo gry w Pucharze CEV w sezonie 2025/2026.

## System rozgrywek
Rozgrywki o Puchar Francji w sezonie 2024/2025 składały się z 1. rundy, 1/8 finału, ćwierćfinałów, półfinałów i finału. We wszystkich rundach obowiązywał system pucharowy, a o awansie decydowało jedno spotkanie. Pary wyłaniano w drodze losowania. Losowanie par 1. rundy przeprowadzono 23 października 2024 roku, 1/8 finału – 2 grudnia 2024 roku, ćwierćfinałów – 15 stycznia 2025 roku, a półfinałów – 12 lutego 2025 roku. Gospodarzem meczu był zespół z niższej ligi lub – w przypadku gdy obie drużyny występowały na tym samym poziomie rozgrywkowym – zespół wylosowany jako pierwszy.
| Runda        | Uczestnicy                                                                    |
| ------------ | ----------------------------------------------------------------------------- |
| 1. runda     | finaliści Pucharu Federalnego w sezonie 2023/2024                             |
| 1. runda     | 9 drużyn z Ligue B                                                            |
| 1. runda     | 5 najniżej sklasyfikowanych zespołów w sezonie 2023/2024 z Marmara SpikeLigue |
| 1/8 finału   | 8 drużyn, które awansowały z 1. rundy                                         |
| 1/8 finału   | 8 najwyżej sklasyfikowanych zespołów w sezonie 2023/2024 z Marmara SpikeLigue |
| Ćwierćfinały | 8 drużyn, które awansowały z 1/8 finału                                       |
| Półfinały    | 4 drużyny, które awansowały z ćwierćfinałów                                   |
| Finał        | 2 drużyny, które awansowały z półfinałów                                      |

## Drużyny uczestniczące
W Pucharze Francji w sezonie 2024/2025 wzięły udział 24 drużyny: 13 z Marmara SpikeLigue, 9 z Ligue B (wszystkie z wyjątkiem młodzieżowego zespołu France Avenir) oraz 2 z Elite (trzeci poziom rozgrywkowy) jako finaliści Pucharu Federacji sezonu 2023/2024.
| Marmara SpikeLigue (13 drużyn) | Marmara SpikeLigue (13 drużyn) |
| ------------------------------ | ------------------------------ |
| Alterna Stade Poitevin VB      | ćwierćfinał                    |
| Arago de Sète                  | 1. runda                       |
| AS Cannes                      | 1/8 finału                     |
| Chaumont VB 52 Haute-Marne     | półfinał                       |
| Centurions Narbonne            | 1/8 finału                     |
| Montpellier HSC VB             | finał                          |
| Nice VB                        | 1. runda                       |
| Paris Volley                   | 1/8 finału                     |
| Plessis Robinson Volley Ball   | 1/8 finału                     |
| Saint-Nazaire VB Atlantique    | ćwierćfinał                    |
| Spacer's Toulouse Volley       | półfinał                       |
| Tourcoing LM                   | zwycięstwo                     |
| Tours VB                       | ćwierćfinał                    |

| Ligue B (9 drużyn)   | Ligue B (9 drużyn) |
| -------------------- | ------------------ |
| AS Illac VB          | ćwierćfinał        |
| Cambrai Volley       | 1. runda           |
| Fréjus Var Volley    | 1/8 finału         |
| GFC Ajaccio          | 1/8 finału         |
| Grand Nancy VB       | 1. runda           |
| Martigues VB         | 1. runda           |
| Reims Volley 51      | 1. runda           |
| Royan Atlantique VB  | 1/8 finału         |
| Saint-Quentin Volley | 1/8 finału         |

| Elite (2 drużyny)        | Elite (2 drużyny) |
| ------------------------ | ----------------- |
| Avignon VB               | 1. runda          |
| Conflans-Andrésy-Jouy VB | 1. runda          |

## Rozgrywki
Godziny według strefy czasowej UTC+1.

### 1. runda
| 26 listopada 202420:00 Źródło: | Conflans-Andrésy-Jouy VB | 0:3(10:25, 20:25, 20:25) | Fréjus Var Volley | Gymnase Pierre Bérégovoy, Conflans-Sainte-Honorine Sędzia: Atif Haboul i Kevin Breton |
| 26 listopada 202420:00 Źródło: |                          | 0:3(10:25, 20:25, 20:25) |                   | Gymnase Pierre Bérégovoy, Conflans-Sainte-Honorine Sędzia: Atif Haboul i Kevin Breton |

| 26 listopada 202420:00 Źródło: | Avignon VB | 2:3(25:27, 25:22, 25:17, 25:27, 12:15) | Royan Atlantique VB | Gymnase Champfleury, Awinion Sędzia: Guillaume Kokou-Assogba i Laurent Sawrei |
| 26 listopada 202420:00 Źródło: |            | 2:3(25:27, 25:22, 25:17, 25:27, 12:15) |                     | Gymnase Champfleury, Awinion Sędzia: Guillaume Kokou-Assogba i Laurent Sawrei |

| 26 listopada 202420:00 Źródło: | Grand Nancy VB | 0:3(23:25, 21:25, 20:25) | GFC Ajaccio | Parc des Sports Vandœuvre Nations, Vandœuvre-lès-Nancy Sędzia: Vincent Kerckhove i Tony Gillion MVP: Daniel Martins de Pinho |
| 26 listopada 202420:00 Źródło: |                | 0:3(23:25, 21:25, 20:25) |             | Parc des Sports Vandœuvre Nations, Vandœuvre-lès-Nancy Sędzia: Vincent Kerckhove i Tony Gillion MVP: Daniel Martins de Pinho |

| 26 listopada 202420:00 Źródło: | Saint-Quentin Volley | 3:0(25:22, 25:17, 25:22) | Reims Volley 51 | Palais des sports Pierre Ratte, Saint-Quentin Widzów: 1000 Sędzia: Abderrahmane Ioussaidene i Hervé Rozalski MVP: William Louis-Marie |
| 26 listopada 202420:00 Źródło: |                      | 3:0(25:22, 25:17, 25:22) |                 | Palais des sports Pierre Ratte, Saint-Quentin Widzów: 1000 Sędzia: Abderrahmane Ioussaidene i Hervé Rozalski MVP: William Louis-Marie |

| 26 listopada 202420:00 Źródło: | AS Cannes | 3:1(26:24, 25:12, 23:25, 25:22) | Nice VB | Palais des Victoires, Cannes Widzów: 337 Sędzia: Frédéric Siegl i Alain Chouman MVP: Reda Haikal |
| 26 listopada 202420:00 Źródło: |           | 3:1(26:24, 25:12, 23:25, 25:22) |         | Palais des Victoires, Cannes Widzów: 337 Sędzia: Frédéric Siegl i Alain Chouman MVP: Reda Haikal |

| 26 listopada 202420:00 Źródło: | Cambrai Volley | 2:3(19:25, 25:21, 18:25, 25:21, 11:15) | Alterna Stade Poitevin VB | Salle Jean-Marie Vanpoulle, Cambrai Widzów: 1325 Sędzia: Brahim Djadoun i Cédric Decorde MVP: Earvin Ngapeth |
| 26 listopada 202420:00 Źródło: |                | 2:3(19:25, 25:21, 18:25, 25:21, 11:15) |                           | Salle Jean-Marie Vanpoulle, Cambrai Widzów: 1325 Sędzia: Brahim Djadoun i Cédric Decorde MVP: Earvin Ngapeth |

| 26 listopada 202420:00 Źródło: | AS Illac VB | 3:0(25:23, 26:24, 25:22) | Arago de Sète | Salle Pierre Favre, Saint-Jean-d’Illac Widzów: 260 Sędzia: Geoffrey Brassart i Jean-Philippe Quentin MVP: Gauthier Bonnefoy |
| 26 listopada 202420:00 Źródło: |             | 3:0(25:23, 26:24, 25:22) |               | Salle Pierre Favre, Saint-Jean-d’Illac Widzów: 260 Sędzia: Geoffrey Brassart i Jean-Philippe Quentin MVP: Gauthier Bonnefoy |

| 26 listopada 202420:00 Źródło: | Martigues VB | 0:3(19:25, 21:25, 23:25) | Centurions Narbonne | Gymnase Julien Olive, Martigues Widzów: 740 Sędzia: Jérémie Meunier i Cécile Gaudumet MVP: Casey Schouten |
| 26 listopada 202420:00 Źródło: |              | 0:3(19:25, 21:25, 23:25) |                     | Gymnase Julien Olive, Martigues Widzów: 740 Sędzia: Jérémie Meunier i Cécile Gaudumet MVP: Casey Schouten |

### 1/8 finału
| 7 stycznia 202520:00 Źródło: | Saint-Quentin Volley | 1:3(16:25, 23:25, 27:25, 20:25) | AS Illac VB | Palais des sports Pierre Ratte, Saint-Quentin Widzów: 600 Sędzia: Kevin Breton i Vincent Kerckhove MVP: Oussama Ben Romdhane |
| 7 stycznia 202520:00 Źródło: |                      | 1:3(16:25, 23:25, 27:25, 20:25) |             | Palais des sports Pierre Ratte, Saint-Quentin Widzów: 600 Sędzia: Kevin Breton i Vincent Kerckhove MVP: Oussama Ben Romdhane |

| 7 stycznia 202520:00 Źródło: | Fréjus Var Volley | 0:3(20:25, 16:25, 21:25) | Tours VB | Halle des sports de Sainte-Croix, Fréjus Widzów: 732 Sędzia: Sébastien Bouacheria i Guy Tournaire MVP: Željko Ćorić |
| 7 stycznia 202520:00 Źródło: |                   | 0:3(20:25, 16:25, 21:25) |          | Halle des sports de Sainte-Croix, Fréjus Widzów: 732 Sędzia: Sébastien Bouacheria i Guy Tournaire MVP: Željko Ćorić |

| 7 stycznia 202520:00 Źródło: | Royan Atlantique VB | 1:3(25:22, 15:25, 15:25, 18:25) | Alterna Stade Poitevin VB | Espace Cordouan, Royan Widzów: 1104 Sędzia: Olivier Guillet i Jean-Philippe Quentin MVP: Jackson Howe |
| 7 stycznia 202520:00 Źródło: |                     | 1:3(25:22, 15:25, 15:25, 18:25) |                           | Espace Cordouan, Royan Widzów: 1104 Sędzia: Olivier Guillet i Jean-Philippe Quentin MVP: Jackson Howe |

| 7 stycznia 202520:00 Źródło: | Paris Volley | 0:3(22:25, 20:25, 13:25) | Tourcoing LM | Salle Pierre Charpy, Paryż Widzów: 722 Sędzia: Philippe Galant i Stéphane Juan MVP: Thibault Loubeyre |
| 7 stycznia 202520:00 Źródło: |              | 0:3(22:25, 20:25, 13:25) |              | Salle Pierre Charpy, Paryż Widzów: 722 Sędzia: Philippe Galant i Stéphane Juan MVP: Thibault Loubeyre |

| 7 stycznia 202520:00 Źródło: | GFC Ajaccio | 2:3(23:25, 25:22, 25:18, 21:25, 13:15) | Chaumont VB 52 Haute-Marne | U Palatinu, Ajaccio Widzów: 1000 Sędzia: Alain Chouman i Frédéric Siegl MVP: Mathis Henno |
| 7 stycznia 202520:00 Źródło: |             | 2:3(23:25, 25:22, 25:18, 21:25, 13:15) |                            | U Palatinu, Ajaccio Widzów: 1000 Sędzia: Alain Chouman i Frédéric Siegl MVP: Mathis Henno |

| 7 stycznia 202520:00 Źródło: | AS Cannes | 0:3(23:25, 19:25, 23:25) | Montpellier HSC VB | Palais des Victoires, Cannes Widzów: 355 Sędzia: Fabrice Collados i Cédric Vermande MVP: Tomás López |
| 7 stycznia 202520:00 Źródło: |           | 0:3(23:25, 19:25, 23:25) |                    | Palais des Victoires, Cannes Widzów: 355 Sędzia: Fabrice Collados i Cédric Vermande MVP: Tomás López |

| 7 stycznia 202520:00 Źródło: | Plessis Robinson Volley Ball | 0:3(32:34, 22:25, 20:25) | Spacer's Toulouse Volley | Espace Omnisports, Le Plessis-Robinson Widzów: 402 Sędzia: Maxime Kara i Joël Hounnoukpe MVP: Noa Duflos-Rossi |
| 7 stycznia 202520:00 Źródło: |                              | 0:3(32:34, 22:25, 20:25) |                          | Espace Omnisports, Le Plessis-Robinson Widzów: 402 Sędzia: Maxime Kara i Joël Hounnoukpe MVP: Noa Duflos-Rossi |

| 7 stycznia 202520:00 Źródło: | Saint-Nazaire VB Atlantique | 3:2(30:32, 25:23, 19:25, 25:16, 15:11) | Centurions Narbonne | Gymnase de Coubertin, Saint-Nazaire Widzów: 843 Sędzia: Joseph Zgheib i Pierrick Lebalc'h MVP: Lourenço Martins |
| 7 stycznia 202520:00 Źródło: |                             | 3:2(30:32, 25:23, 19:25, 25:16, 15:11) |                     | Gymnase de Coubertin, Saint-Nazaire Widzów: 843 Sędzia: Joseph Zgheib i Pierrick Lebalc'h MVP: Lourenço Martins |

### Ćwierćfinały
| 4 lutego 202520:00 Źródło: | Spacer's Toulouse Volley | 3:0(25:23, 25:23, 25:20) | Saint-Nazaire VB Atlantique | Palais des sports André Brouat, Tuluza Widzów: 1730 Sędzia: Carole Hepp i Olivier Guillet MVP: Nathan Feral |
| 4 lutego 202520:00 Źródło: |                          | 3:0(25:23, 25:23, 25:20) |                             | Palais des sports André Brouat, Tuluza Widzów: 1730 Sędzia: Carole Hepp i Olivier Guillet MVP: Nathan Feral |

| 4 lutego 202520:00 Źródło: | Tourcoing LM | 3:0(25:19, 25:19, 27:25) | Alterna Stade Poitevin VB | Stab Vélodrome, Roubaix Widzów: 605 Sędzia: Sylvain Carré i Patrick Raguet MVP: Ignacio Luengas |
| 4 lutego 202520:00 Źródło: |              | 3:0(25:19, 25:19, 27:25) |                           | Stab Vélodrome, Roubaix Widzów: 605 Sędzia: Sylvain Carré i Patrick Raguet MVP: Ignacio Luengas |

| 4 lutego 202520:00 Źródło: | Montpellier HSC VB | 3:0(25:18, 27:25, 25:20) | Tours VB | Palais des sports Chaban Delmas, Castelnau-le-Lez Widzów: 1376 Sędzia: Jerome Carquin i Sébastien Jacob MVP: Ezequiel Palacios |
| 4 lutego 202520:00 Źródło: |                    | 3:0(25:18, 27:25, 25:20) |          | Palais des sports Chaban Delmas, Castelnau-le-Lez Widzów: 1376 Sędzia: Jerome Carquin i Sébastien Jacob MVP: Ezequiel Palacios |

| 4 lutego 202520:00 Źródło: | AS Illac VB | 0:3(21:25, 13:25, 14:25) | Chaumont VB 52 Haute-Marne | Salle Pierre Favre, Saint-Jean-d’Illac Widzów: 480 Sędzia: Charlène Malagoli i Isabelle Dufour MVP: Jacob Pasteur |
| 4 lutego 202520:00 Źródło: |             | 0:3(21:25, 13:25, 14:25) |                            | Salle Pierre Favre, Saint-Jean-d’Illac Widzów: 480 Sędzia: Charlène Malagoli i Isabelle Dufour MVP: Jacob Pasteur |

### Półfinały
| 4 marca 202520:00 Źródło: | Tourcoing LM | 3:2(25:19, 20:25, 25:20, 25:27, 15:12) | Spacer's Toulouse Volley | Stab Vélodrome, Roubaix Widzów: 1029 Sędzia: Geoffrey Brassart i Sylvain Launois MVP: Michaël Parkinson |
| 4 marca 202520:00 Źródło: |              | 3:2(25:19, 20:25, 25:20, 25:27, 15:12) |                          | Stab Vélodrome, Roubaix Widzów: 1029 Sędzia: Geoffrey Brassart i Sylvain Launois MVP: Michaël Parkinson |

| 4 marca 202520:00 Źródło: | Montpellier HSC VB | 3:0(25:15, 25:19, 25:18) | Chaumont VB 52 Haute-Marne | Palais des sports Chaban Delmas, Castelnau-le-Lez Widzów: 1802 Sędzia: Joseph Zgheib i Olivier Guillet MVP: Tomás López |
| 4 marca 202520:00 Źródło: |                    | 3:0(25:15, 25:19, 25:18) |                            | Palais des sports Chaban Delmas, Castelnau-le-Lez Widzów: 1802 Sędzia: Joseph Zgheib i Olivier Guillet MVP: Tomás López |

### Finał
| 29 marca 202520:30 Źródło: | Tourcoing LM | 3:2(25:23, 23:25, 25:22, 22:25, 15:11) | Montpellier HSC VB | Le Colisée, Chartres Widzów: 4000 Sędzia: Sébastien Jacob i Chantal Kaiser MVP: Amir Tizi-Oualou |
| 29 marca 202520:30 Źródło: |              | 3:2(25:23, 23:25, 25:22, 22:25, 15:11) |                    | Le Colisée, Chartres Widzów: 4000 Sędzia: Sébastien Jacob i Chantal Kaiser MVP: Amir Tizi-Oualou |